# Железничка станица Радинац
Железничка станица Радинац је једна од железничких станица и на прузи Смедерево—Мала Крсна. Налази се насељу Радинац у граду Смедереву. Пруга се наставља у једном смеру ка Малој Крсни и у другом према Смедереву. Железничка станица Радинац се састоји из 12 колосека. 